# 円山法昭
円山 法昭（まるやま のりあき、1965年5月12日 - ）は、日本の実業家。SBIモーゲージ（現ARUHI）代表取締役社長を経て、住信SBIネット銀行代表取締役社長。

## 人物・経歴
福井県出身。福井県立藤島高等学校を経て、1989年神戸大学経営学部卒業、東海銀行（現三菱UFJ銀行）入行。2000年イー・ローン（現SBIホールディングス）入社。2006年SBIホールディングス取締役。2012年SBIモーゲージ代表取締役社長CEO兼COO。2013年SBIホールディングス取締役執行役員常務。2014年SBIモーゲージ代表取締役会長CEO。2014年から住信SBIネット銀行代表取締役社長を務め、店舗での住宅ローン販売等の「脱ネット」化を進めるなどした。